# Final da Copa Libertadores da América de 1981
A final da Copa Libertadores da América de 1981 foi a decisão da 22ª edição da Copa Libertadores da América disputada entre o Flamengo, do Brasil e o Cobreloa, do Chile.
Foram três jogos, o primeiro realizou-se no Estádio do Maracanã, no Rio de Janeiro, o segundo no Estádio Nacional, em Santiago. Como os dois jogos terminaram empatados, sendo uma vitória pra cada lado (2–1 Flamengo no Rio e 1–0 Cobreloa em Santiago) o terceiro jogo foi realizado no Estádio Centenário, em Montevidéu, no Uruguai, onde o Flamengo venceu por 2–0 (2 gols de Zico) e venceu pela primeira vez a Copa Libertadores.

## Detalhes

### Jogo de ida
| 13 de novembro | Flamengo            | 2 – 1 | Cobreloa          | Estádio do Maracanã, Rio de Janeiro      |
|                | Zico 12', 30' (pen) |       | Merello 65' (pen) | Público: 93,985 Árbitro: Carlos Espósito |

| Flamengo | Cobreloa |

| G                      | 20 | Raul       |                 |
| LD                     | 2  | Leandro    |                 |
| Z                      | 17 | Figueiredo |                 |
| Z                      | 14 | Mozer      |                 |
| LE                     | 5  | Júnior     |                 |
| V                      | 6  | Andrade    |                 |
| M                      | 8  | Adílio     |                 |
| M                      | 10 | Zico       |                 |
| A                      | 12 | Tita       |                 |
| A                      | 9  | Nunes      |                 |
| A                      | 22 | Lico       | Substituído     |
| Substituições:         |    |            |                 |
| A                      | 11 | Baroninho  | Entrou em campo |
| Treinador:             |    |            |                 |
| Paulo César Carpegiani |    |            |                 |

| G                 | 1  | Óscar Wirth        |                 |
| LD                | 18 | Carlos Rojas       |                 |
| Z                 | 4  | Mario Soto         |                 |
| Z                 | 2  | Hugo Tabilo        |                 |
| LE                | 20 | Enzo Escobar       |                 |
| V                 | 6  | Eduardo Jiménez    |                 |
| M                 | 14 | Armando Alarcón    |                 |
| M                 | 8  | Victor Merello     |                 |
| A                 | 7  | Oscar Múñoz        |                 |
| A                 | 9  | Jorge Luis Siviero | Substituído     |
| A                 | 11 | Hector Puebla      |                 |
| Substituições:    |    |                    |                 |
| M                 | 10 | Rubén Gómez        | Entrou em campo |
| Treinador:        |    |                    |                 |
| Vicente Cantatore |    |                    |                 |

### Jogo de volta
| 20 de novembro | Cobreloa    | 1 – 0 | Flamengo | Estádio Nacional, Santiago             |
|                | Merello 79' |       |          | Público: 61,721 Árbitro: Ramón Barreto |

| Cobreloa | Flamengo |

| G                 | 1  | Óscar Wirth        |                 |
| LD                | 6  | Eduardo Jiménez    |                 |
| Z                 | 2  | Hugo Tabilo        |                 |
| Z                 | 4  | Mario Soto         |                 |
| LE                | 20 | Enzo Escobar       |                 |
| V                 | 8  | Victor Merello     |                 |
| M                 | 14 | Armando Alarcón    |                 |
| M                 | 10 | Rubén Gómez        | Substituído     |
| A                 | 11 | Hector Puebla      |                 |
| A                 | 9  | Jorge Luis Siviero |                 |
| A                 | 15 | Washington Olivera |                 |
| Substituições:    |    |                    |                 |
| A                 | 7  | Oscar Múñoz        | Entrou em campo |
| Treinador:        |    |                    |                 |
| Vicente Cantatore |    |                    |                 |

| G                      | 20 | Raul       |                 |
| LD                     | 2  | Leandro    |                 |
| Z                      | 17 | Figueiredo |                 |
| Z                      | 14 | Mozer      |                 |
| LE                     | 5  | Júnior     |                 |
| V                      | 6  | Andrade    |                 |
| M                      | 8  | Adílio     |                 |
| M                      | 10 | Zico       |                 |
| A                      | 12 | Tita       |                 |
| A                      | 9  | Nunes      | Substituído     |
| A                      | 22 | Lico       | Substituído     |
| Substituições:         |    |            |                 |
| LD                     | 19 | Nei Dias   | Entrou em campo |
| A                      | 11 | Baroninho  | Entrou em campo |
| Treinador:             |    |            |                 |
| Paulo César Carpegiani |    |            |                 |

#### Jogo de desempate
| 23 de novembro | Flamengo      | 2 – 0 | Cobreloa | Estádio Centenário, Montevidéu         |
|                | Zico 13', 79' |       |          | Público: 30,200 Árbitro: Roque Cerullo |

| Flamengo | Cobreloa |

| G                      | 20 | Raul     |                                   |                                   |
| LD                     | 19 | Nei Dias |                                   |                                   |
| Z                      | 4  | Marinho  |                                   |                                   |
| Z                      | 14 | Mozer    |                                   |                                   |
| LE                     | 5  | Júnior   |                                   |                                   |
| V                      | 6  | Andrade  | Penalizado · Penalizado · Expulso |                                   |
| M                      | 2  | Leandro  |                                   |                                   |
| M                      | 10 | Zico     |                                   |                                   |
| A                      | 12 | Tita     |                                   |                                   |
| A                      | 9  | Nunes    | 86'                               |                                   |
| A                      | 8  | Adílio   |                                   |                                   |
| Substituições:         |    |          |                                   |                                   |
| A                      | 25 | Anselmo  | 86'                               | Penalizado · Penalizado · Expulso |
| Treinador:             |    |          |                                   |                                   |
| Paulo César Carpegiani |    |          |                                   |                                   |

| G                 | 1  | Óscar Wirth        |                                   |
| LD                | 2  | Hugo Tabilo        |                                   |
| Z                 | 3  | Juan Páez          | 40'                               |
| Z                 | 4  | Mario Soto         | Penalizado · Penalizado · Expulso |
| LE                | 20 | Enzo Escobar       |                                   |
| V                 | 6  | Eduardo Jiménez    | Penalizado · Penalizado · Expulso |
| M                 | 14 | Armando Alarcón    | Penalizado · Penalizado · Expulso |
| M                 | 8  | Victor Merello     |                                   |
| A                 | 11 | Hector Puebla      |                                   |
| A                 | 9  | Jorge Luis Siviero | 24'                               |
| A                 | 15 | Washington Olivera |                                   |
| Substituições:    |    |                    |                                   |
| A                 | 7  | Oscar Múñoz        | 40'                               |
| Treinador:        |    |                    |                                   |
| Vicente Cantatore |    |                    |                                   |

Homem da partida:
- Zico

Assistentes:
- Juan Cardelino
- Ramón Barreto